# Pristimantis zorro
Pristimantis zorro — вид жаб родини Craugastoridae. Описаний у 2020 році.

## Назва
Вид названо на честь вигаданого персонажа Зорро, який носив на обличчі чорну маску. Назва стосується чорної маски на морді жаби.

## Поширення
Ендемік Колумбії. Знайдений лише в одному місцезнаходженні на висоті 1860 м на східних схилах північної центральної частини Кордильєри в департаменті Антіокія на заході країни. населяє екотон між вологим хмарним лісом та відкритими ділянками.